# 1 мая
1 мая — 121-й день года (122-й в високосные годы) по григорианскому календарю.
До конца года остаётся 244 дня.
До 15 октября 1582 года — 1 мая по юлианскому календарю, с 15 октября 1582 года — 1 мая по григорианскому календарю.
В XX и XXI веках соответствует 18 апреля по юлианскому календарю.

## Праздники и памятные дни
См. также: Категория:Праздники 1 мая

### Международные
- Первое мая (День международной солидарности трудящихся, Праздник Весны и Труда).

### Национальные
- Испания, Галисия — Праздник Майос (Festa dos Mayos)[2].
- Казахстан — Праздник единства народа Казахстана.
- США, Гавайские острова — День Леи — праздник гавайских танцев.
- Франция — День ландыша.

### Религиозные

#### Католицизм
- Торжество Иосифа Обручника

#### Православие[3][4]
- Память преподобного Иоанна Солунского (Фессалоникийского), ученика преподобного Григория Декаполита (820—850)[5].
- Память мучеников Виктора, Зотика, Зинона, Акиндина и Севериана (303).
- Память святителя Космы, исповедника, епископа Халкидонского и преподобного Авксентия (815—820)[6].
- Память мученика Иоанна Нового из Янины (1526).
- Память священномученика Виссариона Селинина, пресвитера (1918);
- Память преподобномученицы Тамары (Сатси), игуменьи (1942);
- Празднование в честь Максимовской иконы Божией Матери.

### Именины
- Православные: Антон, Василий, Виктор, Григорий, Ефим, Иван, Кузьма, Михаил.
- Католические: Иосиф.

## События
См. также: Категория:События 1 мая

### До XIX века
- 280 — Сунь Хао сдался войскам Цзинь, что считается концом царства У и периода Троецарствия[7].
- 305 — древнеримские правители Диоклетиан и Максимиан отказались от власти.
- 880 — в Константинополе открыли Неа-Экклесиа — один из ранних крестово-купольных храмов[8].
- 1006 — вспыхнула сверхновая звезда SN 1006.
- 1282 — битва при Форли, при которой гибеллины вырезали армию французских наёмников
- 1328 — по мирному договору 1328 года Англия признала независимость Шотландии.
- 1455 — битва при Аркингольме.
- 1699 — Пьер Лемуан достроил форт Морепа[англ.] — колонию и временную столицу Французской Луизианы в долине реки Миссисипи[9].
- 1707 — объединение Шотландии с Англией (Англо-шотландская уния), образование Великобритании.
- 1753 — публикация работы «Species Plantarum» («Виды растений») Карла Линнея. Эта дата принята за исходный пункт ботанической номенклатуры.
- 1776 — Адам Вайсгаупт основал в Баварии тайное общество иллюминатов.
- 1786 — в Вене прошла премьера оперы Вольфганга Амадея Моцарта «Женитьба Фигаро».

### XIX век
- 1808 — в Баварии объявлена единая для всех конституция с представительным собранием, основанном на имущественном цензе.
- 1836 — в Александринском театре Санкт-Петербурга прошла премьера пьесы Н. В. Гоголя «Ревизор».
- 1840 — в Англии начали печататься первые в мире почтовые марки: «Чёрный пенни» и (вероятно, что в тот же день) «Синий двухпенсовик».
- 1851 — в Лондоне, в Хрустальном дворце, прошло открытие первой Всемирной выставки, посвящённой достижениям техники и культуры.
- 1863 — первый день сражения при Чанселорсвилле.
- 1884 — в Чикаго начато строительство 10-этажного дома — первого небоскрёба.
- 1885 — зажигаются первые в Оттаве электрические фонари.
- 1886
  - Бирма включается в состав Британской Индии.
  - забастовка в США, в результате которой погибли 3 и позже казнены 4 представителя рабочего класса США. В память о казнённых рабочих Парижский конгресс II Интернационала объявил 1 мая Днём солидарности рабочих всего мира и предложил ежегодно отмечать его демонстрациями с социальными требованиями.
- 1887 — основано Общество Красного Креста Японии.
- 1890 — впервые проводится международный первомайский праздник рабочими Австро-Венгрии, Бельгии, Германии, Дании, Испании и другими странами Европы.
- 1891 — первая маёвка в Санкт-Петербурге, организованная социал-демократической группой М. И. Бруснева.
- 1898 — испано-американская война: битва при Кавите.
- 1899 — в Германии создан футбольный клуб «Айнтрахт» (Франкфурт).

### XX век
- 1902 — Сормовская демонстрация рабочих судоремонтного завода.
- 1907 — во многих европейских столицах прошли демонстрации трудящихся по случаю праздника Первого мая, а в Варшаве в этот день объявлена всеобщая забастовка.
- 1909 — в канадской провинции Онтарио вступил в силу «сухой закон».
- 1912
  - Впервые напечатана купюра в 5 канадских долларов.
  - Э. В. Роу на аэроплане Type Е совершил первый полёт на аэроплане с полностью закрытой пилотской кабиной.
- 1917 — впервые в России праздник 1 Мая отмечается свободно. Активное участие в праздничных демонстрациях и митингах наряду с рабочими принимают солдаты.
- 1918
  - впервые над Красной площадью пролетел советский самолёт «Ньюпор-XXI», лётчик И. Н. Виноградов.
  - парад на Ходынском поле 1 мая 1918 года
- 1919
  - На Красной площади состоялось торжественное открытие деревянного памятника Степану Разину («Разин с ватагой»). На открытии с речью выступил Владимир Ленин. Памятник простоял на площади всего 25 дней, после чего был перенесён в музей.
  - Поражение баварской Красной Армии. Падение Баварской Советской Республики.
- 1920 — по решению 9-го съезда РКП(б) был проведён первый в истории Всероссийский субботник. По этому поводу на Театральной площади в Москве при участии Владимира Ленина состоялась закладка памятника Карлу Марксу. Первоначальный план не был реализован, и долгие годы на Театральной площади стоял гранитный блок с текстом: «Первый камень памятника великому вождю и учителю всемирного пролетариата Карлу Марксу».
- 1921
  - Открыта первая почтово-пассажирская авиалиния Москва — Орёл — Харьков на самолётах «Илья Муромец».
  - Премьера «Мистерии-Буфф» Владимира Маяковского (вторая редакция) в Первом театре РСФСР. Постановщиками были Всеволод Мейерхольд и Валерий Бебутов.
- 1922 — открыта первая в России международная воздушная линия — Москва — Кёнигсберг (авиакомпания Дерулюфт — нем. Deutsche Russian Luftverkehr). В мае 1926 года авиалиния продлена до Берлина.
- 1924
  - В Харькове выпущен первый советский гусеничный трактор «Коммунар» серии «Фордзон-Путиловец».
  - На Введенской площади (ныне Площадь Журавлёва) Москвы состоялась массовая инсценировка «Всемирная революция».
- 1925 — Кипр объявлен британской коронной колонией. Остров не впервые оказался под английским владычеством: в 1191 году его завоевал Ричард Львиное Сердце.
- 1926 — авиакомпания Deutsche Luft Hansa выполнила первый в мире ночной регулярный пассажирский рейс Берлин — Кёнигсберг на самолёте Junkers G-24.
- 1930
  - Опубликовано имя открытой 18 февраля девятой планеты Солнечной системы — Плутон.
  - Создан Московский государственный геологоразведочный университет.
- 1932 — в Тушино начал работу планёрный завод Осоавиахима.
- 1933 — установлена телефонная связь между Британией и Индией.
- 1935 — выпущен первый серебряный канадский доллар.
- 1936 — в Комсомольске-на-Амуре собран первый серийный Р-6 (АНТ-7).
- 1937 — завершено строительство канала Москва—Волга.
- 1940 — официально объявлено об отмене Олимпиады 1940 года — в связи с войной.
- 1943 — советский десант на косу Вербяная.
- 1944 — убийство 200 первомайцев — заключённых коммунистов в Греции.
- 1945 — в Берлине над Рейхстагом водружено Знамя Победы.
- 1946 — австралийские аборигены устроили свою первую промышленную забастовку.
- 1948 — на севере Кореи приняли проект конституции для всего полуострова[10] (по другим данным, 28 апреля[11]).
- 1950 — в Китайской Народной Республике запрещаются полигамия, детоубийство и браки в детском возрасте.
- 1951 — в Мюнхене начало вещание на страны Восточной Европы «Радио „Свобода“», финансируемое конгрессом США.
- 1954 — в Сеуле преподобный Мун основал Церковь Объединения (Ассоциация Святого Духа за объединение всемирного христианства). В настоящее время у Муна имеются миллионы последователей в 150 странах мира.
- 1960 — в районе Свердловска сбит американский самолёт-разведчик U-2, пилотировавшийся Фрэнсисом Пауэрсом.
- 1961 — Фидель Кастро объявил, что на Кубе отныне не будет выборов.
- 1963 — бывшая голландская колония Западный Ириан, находившаяся под управлением Временной администрации ООН, передана Индонезии.
- 1967 — свадьба Элвиса и Присциллы Пресли.
- 1974 — в Португалии выпускаются на свободу политические заключённые и отменяется цензура в средствах массовой информации.
- 1975 — в финском Тампере открылся парк развлечений «Сяркянниеми».
- 1978
  - В Великобритании впервые Первое мая отмечается как государственный праздник.
  - Японец Наоми Уэмура впервые в мире в одиночку достиг Северного полюса на собачьей упряжке после 54-дневного пути к цели.
- 1979
  - Гренландия получила право на самоуправление.
  - Элтон Джон первым из звёзд эстрады мирового масштаба выступил в Израиле.
- 1984 — вышел первый выпуск комикса про черепашек-ниндзя.
- 1992 — нападение ИРА на блокпост в Клоходже.
- 1993
  - В результате теракта в Коломбо убит президент Шри-Ланки Ранасингхе Премадаса
  - Основана Национал-большевистская партия
  - Массовая протестная акция в Москве, столкновения с милицией и внутренними войсками.
- 1994 — гибель трёхкратного чемпиона мира в классе «Формула-1» Айртона Сенны во время Гран-при Сан-Марино.
- 1999
  - На телеканале Nickelodeon вышла первая серия мультсериала «Губка Боб Квадратные Штаны».
  - На северной стене Джомолунгмы обнаружен труп британского альпиниста Джорджа Мэллори, пропавшего в июне 1924 года.

### XXI век
- 2003 — в Монголии началась приватизация земли. В соответствии с принятым парламентом страны законом, каждая монгольская семья, проживающая в городе, может получить бесплатно 0,07 га земли.
- 2004 — Венгрия, Кипр, Латвия, Литва, Мальта, Польша, Словакия, Словения, Чехия и Эстония вошли в состав Европейского союза. Это расширение — самое крупное в истории ЕС.
- 2009 — в Швеции легализованы однополые браки.
- 2019 — Нарухито взошёл на трон Японии.

## Родились
См. также: Категория:Родившиеся 1 мая

### До XIX века
- 1633 — Себастьен Ле Претр де Вобан (ум. 1707), маршал Франции, военный инженер, писатель.
- 1672 — Джозеф Аддисон (ум. 1719), английский публицист, драматург, поэт, политик, просветитель, зачинатель английской журналистики.
- 1764 — Бенджамин Латроб (ум. 1820), британо-американский архитектор, основной дизайнер вашингтонского Капитолия.
- 1769 — Артур Веллингтон (ум. 1852), британский фельдмаршал, участник наполеоновских войн, победитель в битве при Ватерлоо, 25-й и 28-й премьер-министр Великобритании (1828—1830 и 1834).
- 1794 — Фёдор Семёнов (ум. 1860), астроном-любитель, удостоенный Золотой медали Русского географического общества.

### XIX век
- 1827 — Жюль Бретон (ум. 1906), французский художник («Возвращение крестьян» и др.).
- 1830 — Гвидо Гезелле (ум. 1899), фламандский поэт, филолог, фольклорист.
- 1851 — Христоф Эберхард Нестле (ум. 1913), немецкий протестантский богослов, лингвист и педагог.
- 1852 — Сантьяго Рамон-и-Кахаль (ум. 1934), испанский физиолог, гистолог, лауреат Нобелевской премии (1906).
- 1853 — Яков Гордин (ум. 1909), еврейский прозаик и драматург («Еврейский король Лир», «Бог, человек и дьявол» и др.).
- 1873 — Константин Игумнов (ум. 1948), пианист, педагог, профессор Московской консерватории, народный артист СССР.
- 1881 — Пьер Тейяр де Шарден (ум. 1955), французский католический священник, иезуит, богослов, философ, биолог, антрополог, геолог, археолог, палеонтолог, первооткрыватель синантропа.
- 1891 — Александр Разумный (ум. 1972), советский кинорежиссёр.
- 1895 — Николай Ежов (расстрелян в 1940), советский государственный и партийный деятель, второй нарком внутренних дел.
- 1900
  - Александер Ват (наст. фамилия Хват; ум. 1967), польский поэт, писатель-прозаик и переводчик.
  - Иньяцио Силоне (наст. имя Сегондино Транквилли; ум. 1978), итальянский писатель, публицист и политический деятель.

### XX век
- 1903 — Георгий Шубников (ум. 1965), Герой Социалистического Труда, генерал-майор инженерно-технической службы, начальник строительства космодрома Байконур.
- 1905 — Александр Борисов (ум. 1982), актёр театра и кино, кинорежиссёр, сценарист, певец, народный артист СССР.
- 1906
  - Юрий Толубеев (ум. 1979), актёр театра и кино, народный артист СССР, Герой Социалистического Труда.
  - Хорст Шуман (ум. 1983), офицер СС, врач системы нацистских концлагерей.
- 1909 — Яннис Рицос (ум. 1990), греческий поэт, переводчик, лауреат Международной Ленинской премии (1977).
- 1910 — Сурая Каджар (ум. 1992), азербайджанская советская певица (меццо-сопрано).
- 1912 — Отто Кречмер (ум. 1998), немецкий моряк, самый результативный офицер-подводник во Второй мировой войне.
- 1913
  - Флориян Бобич (погиб в 1942), югославский политический деятель, Народный герой Югославии.
  - Балрадж Сахни (ум. 1973), индийский актёр театра и кино, кинорежиссёр, сценарист и писатель.
- 1915 — Ханнс Мартин Шлейер (ум. в 1977), немецкий политик, глава концерна Daimler-Benz и президент Федерации немецкой промышленности.
- 1916 — Гленн Форд (ум. 2006), американский киноактёр.
- 1917
  - Даниэль Дарьё (ум. 2017), французская актриса и певица, обладательница премии «Сезар».
  - Фёдор Хитрук (ум. 2012), режиссёр, художник и сценарист мультипликационного кино, народный артист СССР.
- 1919 — Мохаммед Карим Ламрани (ум. 2018), премьер-министр Марокко (1971—1972, 1983—1986 и 1992—1994).
- 1921 — Нина Архипова (ум. 2016), актриса театра и кино, народная артистка РСФСР.
- 1923
  - Ион Попеску-Гопо (ум. 1989), румынский режиссёр игрового и анимационного кино, художник, сценарист.
  - Джозеф Хеллер (ум. 1999), американский писатель-романист.
- 1924
  - Давид Абашидзе (ум. 1990), актёр театра и кино, кинорежиссёр, народный артист Грузинской ССР.
  - Виктор Астафьев (ум. 2001), русский писатель, эссеист и драматург, сценарист, Герой Социалистического Труда.
  - Питер Лакс (ум. 2025), американский математик, лауреат премии Вольфа (1987) и Абелевской премии (2005).
- 1927  
  - Виктор Шаталов (ум. 2020), советский педагог-новатор, народный учитель СССР.
  - Лаура Бетти (ум. 2004), итальянская киноактриса.
- 1928 — Виталий Мельников (ум. 2022) советский и российский кинорежиссёр и сценарист, народный артист РСФСР.
- 1929  
  - Игорь Акимушкин (ум. 1993), ученый-биолог, популяризатор биологии, писатель-натуралист.
  - Станислав Микульский (ум. 2014), польский актёр театра и кино.
- 1936
  - Дильбар Абдурахманова (ум. 2018), узбекская женщина-дирижёр, скрипачка, педагог, народная артистка СССР.
  - Радик Мартиросян (ум. 2025), советский и армянский физик (квантовая электроника, радиофизика и радиоастрономия), президент Национальной академии наук Республики Армения (2006—2021).
- 1937 — Хазрет Совмен, российский государственный и политический деятель. Президент Республики Адыгея (2002—2007).
- 1938 — Валериу Гажиу (ум. 2010), советский и молдавский кинорежиссёр и сценарист, народный артист Молдовы.
- 1939
  - Джуди Коллинз, американская фолк- и поп-певица.
  - Виталий Шаповалов (ум. 2017), актёр театра и кино, народный артист РСФСР.
- 1942 — Эльёр Ишмухамедов, кинорежиссёр и сценарист, народный артист Узбекской ССР.
- 1944 — Рита Кулидж, американская певица и автор песен, дважды лауреат «Грэмми».
- 1946 — Джон Ву, гонконгский и американский кинорежиссёр и сценарист.
- 1949 — Ядвига Поплавская, белорусская певица, участница первого состава ансамбля «Верасы», народная артистка Беларуси.
- 1950 — Сергей Захаров (ум. 2019), советский и российский эстрадный певец и актёр, народный артист РФ.
- 1951 — Александр Ефремов, советский и белорусский киноактёр, режиссёр и сценарист, народный артист Беларуси.
- 1954 — Рэй Паркер-младший, американский гитарист, композитор и музыкальный продюсер, автор песни «Ghostbusters».
- 1960 — Стив Котен, американский жокей, самый молодой обладатель Тройной короны.
- 1962
  - Елена Ханга, российская журналистка, теле- и радиоведущая.
  - Рихард Эйгим, латвийский политик.
- 1964 — Ивонн ван Геннип, нидерландская конькобежка, трёхкратная олимпийская чемпионка (1988).
- 1968
  - Оливер Бирхофф, немецкий футболист, чемпион Европы (1996).
  - Д’арси Рецки, американская бас-гитаристка, бывшая солистка рок-группы «The Smashing Pumpkins».
- 1971 — Амира Казар, французская актриса театра и кино.
- 1973 — Оливер Нёвилль, немецкий футболист, серебряный призёр чемпионата мира (2002) и Европы (2008).
- 1975
  - Алексей Смертин, российский футболист.
  - Марк-Вивьен Фоэ (ум. 2003), камерунский футболист.
  - Светлана Чуйкина, российская актриса театра и кино.
- 1979 
  - Ларс Бергер, норвежский биатлонист и лыжник, чемпион мира в обоих вида спорта.
  - Роман Ляшенко (ум. 2003), российский хоккеист.
  - Паули Рантасалми, гитарист и композитор, участник финской рок-группы «The Rasmus».
- 1982 
  - Джейми Дорнан, британский актёр кино и телевидения, модель и музыкант.
  - Катя Замолодчикова, американская дрэг-квин.
  - Томми Робредо, испанский теннисист, бывшая пятая ракетка мира, трёхкратный обладатель Кубка Дэвиса.
  - Дарио Срна, хорватский футболист.
- 1983 — Ален Бернар, французский пловец, двукратный олимпийский чемпион.
- 1987 — Леонардо Бонуччи, итальянский футболист, чемпион Европы (2020).
- 1992 — Мадлен Брюэр, американская актриса.
- 1996 — Вильям Нюландер, шведский хоккеист, чемпион мира (2017).

## Скончались
См. также: Категория:Умершие 1 мая

### До XX века
- 408 — Аркадий, восточноримский император.
- 1555 — Марцелл II (в миру Марчелло Червини; р. 1501), 222-й папа римский (в 1555).
- 1572 — Пий V (в миру Антонио Микеле Гизлиери; р. 1504), 225-й папа римский (1566—1572).
- 1797 — Иоганн Батист Альксингер (род. 1755), немецкий поэт.
- 1813
  - Жан Батист Бессьер (р. 1768), маршал Франции при Наполеоне I.
  - Жак Делиль (р. 1738), французский поэт, переводчик Вергилия.
- 1841 — Варвара Асенкова (р. 1817), русская актриса, «королева водевиля».
- 1842 — Михаил Каченовский (р. 1775), российский историк.
- 1850 — Анри-Мари Дюкроте-де-Блэнвиль (р. 1777), французский зоолог и анатом, автор термина «палеонтология».
- 1869 — Александр Меншиков (р. 1787), адмирал, морской министр Российской империи, генерал-губернатор Финляндии.
- 1870 — Габриель Ламе (р. 1795), французский математик, физик и инженер.
- 1873 — Давид Ливингстон (р. 1813), английский исследователь Африки.
- 1900 — Михай Мункачи (р. 1844), венгерский художник.

### XX век
- 1904
  - Антонин Дворжак (р. 1841), чешский композитор.
  - Вильгельм Гис (р. 1831), швейцарский анатом, гистолог, эмбриолог.
- 1917 — Уильям Нокс Д’Арси (р. 1849), британский предприниматель и адвокат, пионер в области разведки и добычи нефти в Иране.
- 1934 — Александр Давиденко (р. 1899), советский пролетарский поэт.
- 1945 — покончили с собой нацистские преступники:
  - Пауль Йозеф Геббельс (р. 1897), немецкий государственный и политический деятель, министр пропаганды при Гитлере;
  - Генрих Мюллер (р. 1900), группенфюрер СС, начальник IV отдела РСХА (гестапо).
- 1946 — Пиль Ютци (р. 1896), немецкий режиссёр.
- 1948 — Давид Петрович Штеренберг (р. 1881), живописец и график.
- 1958 — Соломон Шерешевский (р. 1886), советский журналист, обладатель феноменальной памяти.
- 1960 — Лия Мара (р. 1897), немецкая актриса немого кино.
- 1964 — Николай Духов (р. 1904), советский конструктор бронетехники, ядерного и термоядерного оружия, трижды Герой Социалистического Труда.
- 1973 — Асгер Йорн (род. 1914), датский художник.
- 1978 — Арам Хачатурян (р. 1903), армянский композитор, народный артист СССР.
- 1979 — Виль Липатов (р. 1927), советский писатель.
- 1982
  - Рубен Аванесов (р. 1902), советский лингвист, один из основателей московской фонологической школы.
  - Владимир Стенберг (р. 1899), советский художник-график, конструктивист, мастер киноплаката и сценографии.
- 1983 — Джозеф Руттенберг (р. 1889), американский оператор.
- 1988 — Паоло Стоппа, (р. 1906), итальянский актёр.
- 1994 — Айртон Сенна (р. 1960), бразильский автогонщик, трёхкратный чемпион мира в классе «Формула-1».
- 1997 — Бу Видерберг (р. 1930), шведский кинорежиссёр.

### XXI век
- 2001 — Георгий Менглет (р. 1912), актёр театра и кино, народный артист РСФСР.
- 2005 — Сергей Сартаков (р. 1908), писатель, лауреат Государственной премии СССР.
- 2006
  - Рауно Лехтинен (р. 1932), финский дирижёр и композитор.
  - Кирилл Кондратьев (р. 1920), советский и российский геофизик, академик АН СССР и РАН.
- 2017 — Анатолий Алексин (р. 1924), советский и российский писатель и драматург, автор книг для детей и юношества.

## Приметы
Кузьма (Козьма). Если начало мая тёплое — в конце будут холода, и наоборот.